# Cunduacán (Tabasco)

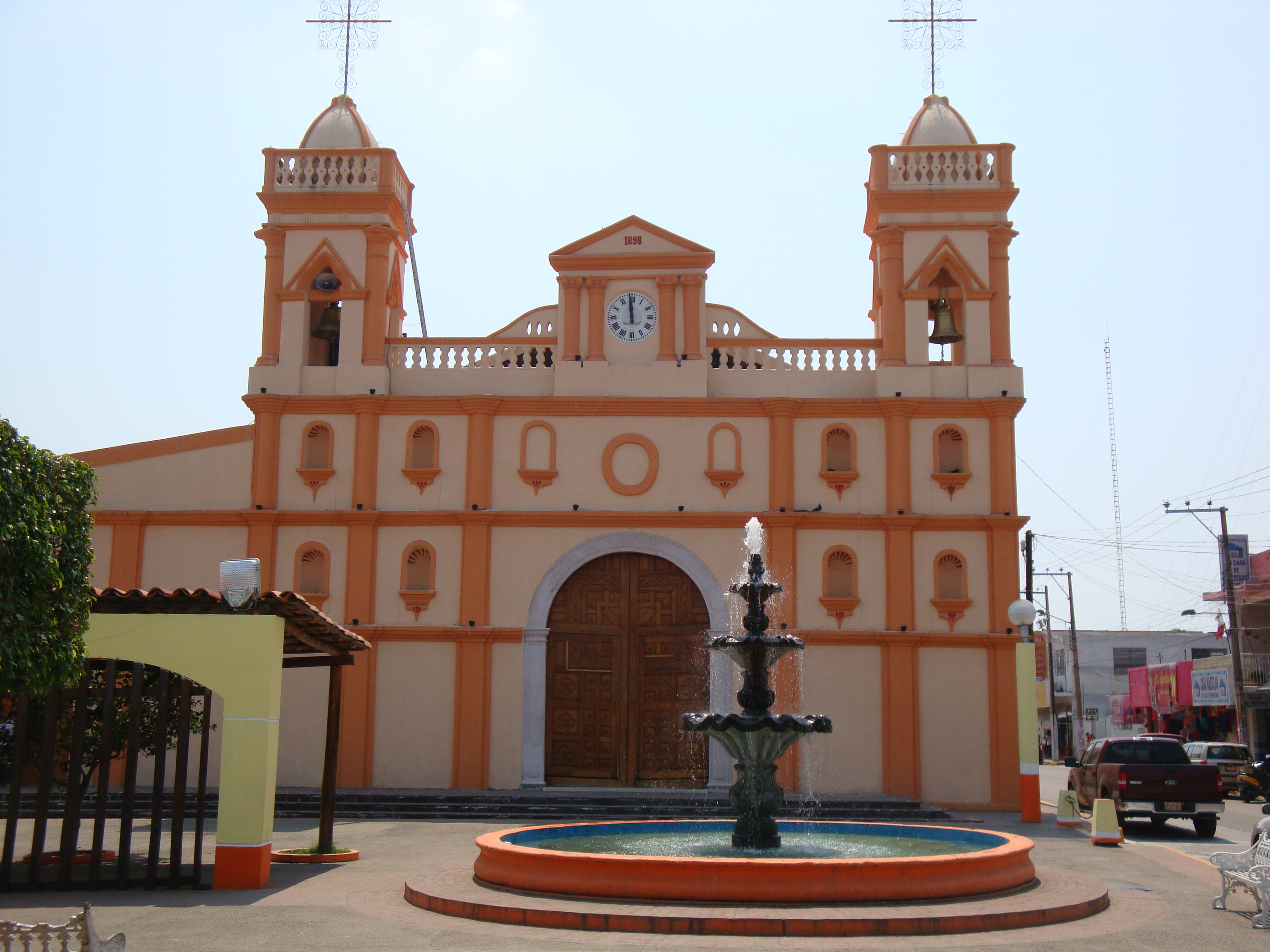
Kościół z poł XVIII wieku pw. św. Virgen de la Natividad w Cunducacán

Cunduacán, Natividad de Cunduacán – miasto w meksykańskim w stanie Tabasco, siedziba władz gminy Cunduacán. Miasto położone jest w odległości około 50 km na południe od wybrzeża Zatoki Meksykańskiej oraz około 30 km na północny zachód od stolicy stanu Villahermosa. W 2010 roku ludność miasta liczyła 19 824 mieszkańców, natomiast gminy 126 416 osób.